# Špitalič
Špitalič – wieś w Słowenii, w gminie Kamnik. W 2018 roku liczyła 187 mieszkańców.